# Eldijana Aganović
Eldijana Aganović (Foča, 20. studenoga 1971.), hrvatska i bosanskohercegovačka stolnotenisačica.
Nastupila je na Olimpijskim igrama 1996. U natjecanju parova bila je plasirana od 17. do 24. mjesta. Na OI 2000. pojedinačno je natjecanje završila u drugom kolu, a u parovima je nastupila u četvrfinalu.
Na Mediteranskim igrama 1997. je osvojila zlatnu medalju u parovima. Na europskom prvenstvu 2000. godine ekipno je osvojila brončanu medalju.
Bila je članica fočanske Perućice i zagrebačke Mladosti.